# Вашингтон (округ, Канзас)
Шаблон:StateAbbr_ 39°48′ пн. ш. 97°06′ зх. д. / 39.8° пн. ш. 97.1° зх. д.
Округ Вашингтон (англ. Washington County) — округ (графство) у штаті Канзас, США. Ідентифікатор округу 20201.

## Історія
Округ утворений 1873 року.

## Демографія
За даними перепису
2000 року
загальне населення округу становило 6483 осіб, усе сільське.
Серед мешканців округу чоловіків було 3255, а жінок — 3228. В окрузі було 2673 домогосподарства, 1781 родин, які мешкали в 3142 будинках.
Середній розмір родини становив 2,96.
Віковий розподіл населення поданий у таблиці:
| Стать    | До 15 років | 15-21 | 22-29 | 30-39 | 40-49 | 50-65 | 65-85 | Понад 85 |
| -------- | ----------- | ----- | ----- | ----- | ----- | ----- | ----- | -------- |
| Чоловіки | 662         | 282   | 210   | 378   | 465   | 546   | 617   | 95       |
| Жінки    | 575         | 236   | 181   | 373   | 414   | 536   | 686   | 227      |

## Суміжні округи
- Джефферсон, Небраска — північ
- Ґейдж, Небраска — північний схід
- Маршалл — схід
- Райлі — південний схід
- Клей — південь
- Клауд — південний захід
- Ріпаблік — захід
- Теєр, Небраска — північний захід

## Виноски
1. ↑  U.S. Decennial Census. United States Census Bureau. Архів оригіналу за 19 липня 2018. Процитовано 29 липня 2014.
2. ↑  Historical Census Browser. University of Virginia Library. Архів оригіналу за 11 серпня 2012. Процитовано 29 липня 2014.
3. ↑  Population of Counties by Decennial Census: 1900 to 1990. United States Census Bureau. Архів оригіналу за 5 червня 2019. Процитовано 29 липня 2014.
4. ↑  Census 2000 PHC-T-4. Ranking Tables for Counties: 1990 and 2000 (PDF). United States Census Bureau. Архів оригіналу (PDF) за 18 грудня 2014. Процитовано 29 липня 2014.
5. ↑  State & County QuickFacts. United States Census Bureau. Архів оригіналу за 22 липня 2011. Процитовано 29 липня 2014.(англ.) Наведено за англійською вікіпедією.
6. ↑  American FactFinder. Бюро перепису населення США. Архів оригіналу за 26 лютого 2012. Процитовано 31 січня 2008.

| США | Це незавершена стаття з географії США. Ви можете допомогти проєкту, виправивши або дописавши її. |